# Tensor mixto
En un campo tensorial, un tensor mixto es aquel tensor que no es ni estrictamente covariante ni estrictamente contravariante; es decir, al menos uno de sus índices será un subíndice (covariante) y al menos uno de sus índices será un superíndice (contravariante).
Un tensor mixto de tipo o valencia {\textstyle {\binom {M}{N}}}, también escrito "tipo (M, N)", con ambos M > 0 y N > 0, es un tensor que tiene M índices contravariantes y N índices covariantes. Un tensor de este tipo puede definirse como una función lineal que asigna una tupla (M + N) de M 1-formas y N vectores a un escalar.

## Cambio del tipo de tensor
Considérese el siguiente octeto de tensores relacionados:
{\displaystyle T_{\alpha \beta \gamma },\ T_{\alpha \beta }{}^{\gamma },\ T_{\alpha }{}^{\beta }{}_{\gamma },\ T_{\alpha }{}^{\beta \gamma },\ T^{\alpha }{}_{\beta \gamma },\ T^{\alpha }{}_{\beta }{}^{\gamma },\ T^{\alpha \beta }{}_{\gamma },\ T^{\alpha \beta \gamma }.}
El primero es covariante, el último es contravariante y los restantes mixtos. Notablemente, estos tensores se diferencian entre sí por la covarianza/contravarianza de sus índices. Un índice contravariante dado de un tensor se puede reducir usando el tensor métrico gμν, y un índice covariante dado se puede aumentar usando el tensor métrico inverso gμν. Por lo tanto, gμν podría denominarse "operador de reducción del índice" y gμν "operador de elevación del índice".
Generalmente, el tensor métrico covariante, contraído con un tensor de tipo (M, N), produce un tensor de tipo (M − 1, N + 1), mientras que su inversa contravariante, contraída con un tensor de tipo (M, N), produce un tensor de tipo (M + 1, N − 1).

### Ejemplos
Como ejemplo, se puede obtener un tensor mixto de tipo (1, 2) elevando un índice de un tensor covariante de tipo (0, 3),
{\displaystyle T_{\alpha \beta }{}^{\lambda }=T_{\alpha \beta \gamma }\,g^{\gamma \lambda },}
donde {\displaystyle T_{\alpha \beta }{}^{\lambda }} es el mismo tensor que {\displaystyle T_{\alpha \beta }{}^{\gamma }}, porque
{\displaystyle T_{\alpha \beta }{}^{\lambda }\,\delta _{\lambda }{}^{\gamma }=T_{\alpha \beta }{}^{\gamma },}
Kronecker δ actúa aquí como una matriz de identidad.
Asimismo,
{\displaystyle T_{\alpha }{}^{\lambda }{}_{\gamma }=T_{\alpha \beta \gamma }\,g^{\beta \lambda },}
{\displaystyle T_{\alpha }{}^{\lambda \epsilon }=T_{\alpha \beta \gamma }\,g^{\beta \lambda }\,g^{\gamma \epsilon },}
{\displaystyle T^{\alpha \beta }{}_{\gamma }=g_{\gamma \lambda }\,T^{\alpha \beta \lambda },}
{\displaystyle T^{\alpha }{}_{\lambda \epsilon }=g_{\lambda \beta }\,g_{\epsilon \gamma }\,T^{\alpha \beta \gamma }.}
Elevar un índice del tensor métrico equivale a contraerlo con su inverso, obteniendo la delta de Kronecker,
{\displaystyle g^{\mu \lambda }\,g_{\lambda \nu }=g^{\mu }{}_{\nu }=\delta ^{\mu }{}_{\nu },}
por lo que cualquier versión mixta del tensor métrico será igual a la delta de Kronecker, que también será mixta.